# Voivodato di Kiev
Il voivodato di Kiev o voivodato di Kijów (in polacco Wojewoda Kijowskie) fu un'unità di divisione amministrativa e governo locale della Confederazione polacco-lituana, precisamente parte della Provincia della Corona del Regno di Polonia dal 1569 al 1661. Oggi la regione appartiene all'Ucraina.
Il voivodato di Kiev è stato annesso alla Confederazione polacco-lituana nel 1569 (Unione di Lublino), insieme ai territori che poi diventeranno il voivodato di Bracław. Con l'espansione territoriale del 1612 da parte di Sigismondo III Vasa vengono acquisiti anche il voivodato di Smoleńsk e il voivodato di Czernihów. Il voivodato di Kiev divenne il voivodato più importante in tutta la nazione, viste le sue dimensioni (circa 200.000 km²) e la particolare fertilità del terreno vista la presenza dell'immenso bacino idrografico e dello stesso fiume Dnepr. Con il regno di Ladislao IV Vasa il forte governo di Sigismondo III cadde e i territori conquistati cominciarono gradualmente a essere inglobati dalla Russia, che al contrario era potente e con una dinastia ben salda sul trono (Romanov). Nel 1634 con la Guerra di Smolensk lo zar Alessio I di Russia occupa la regione di Smolensk e il voivodato di Czernihów. Nel 1648 con lo scoppio dell'immensa rivolta dell'hetman cosacco Bohdan Chmel'nyc'kyj comincia una grande lotta di indipendenza dell'intera Ucraina, appoggiata anche dal Khanato di Crimea. Sanguinosissime battaglie e scontri avvengono fino al Trattato di Perejaslav (1654) con il quale i Voivodati di Kiev e Bracław sono ceduti alla Russia, sottraendosi al governo della Szlachta. L'effettiva perdita del voivodato di Kiev avvenne solo nel 1661.

## Governo municipale

### Sede del governatorato del voivodato (Wojewoda)
- Kiev

### Consiglio regionale della Rutenia (sejmik generalny)
- Sądowa Wisznia

### Sedi del consiglio regionale (sejmik poselski i deputacki)
- Kiev
- Ovruč
- Żytomierz

## Geografia antropica

### Suddivisioni amministrative
- Distretto di Kiev (Powiat Kijowski), Kiev
- Distretto di Owrócz (Powiat Owrócki), Owrócz
- Distretto di Żytomierz (Powiat Żytomierski), Żytomierz

## Voivodi
- Konstanty Wasyl Ostrogski (dal 1559)
- Tomasz Zamoyski (dal 1619)
- Stefan Chmielecki (1629-1630)
- Janusz Tyszkiewicz Łohojski (1630-1649)
- Adam Kisiel (1649-1653)
- Stanisław "Rewera" Potocki (dal 1655)
- Jan "Sobiepan" Zamoyski (dal 1658)
- Andrzej Potocki (dal 1668)
- Jerzy Trubecki (dal 1673)
- Józef Potocki (dal 1702)
- Stanisław Lubomirski (dal 1772)

## Voivodati confinanti
- Voivodato di Bracław
- Voivodato di Podolia
- Voivodato di Brėst
- Voivodato di Mińsk
- Voivodato di Czernihów
- Moscovia
- Canato di Crimea
- Jedysan